# بوب نيوهارت
جورج روبرت «بوب» نيوهارت (بالإنجليزية: George Robert Newhart)‏ ( 5 سبتمبر 1929م- 18 يوليو 2024م)، هو ممثل كوميديا ارتجالية أمريكي. عُرِفَ بجمودية الوجه والأداء المتلعثم بعض الشيء، وقد بدأت شهرته في ستينيات القرن العشرين عندما أصبح ألبومه الخاص بالمونولوجات الكوميدية «ذا باتون داون مايند أوف بوب نيوهارت» (بالإنجليزية: The Button-Down Mind of Bob Newhart)‏ الأكثر مبيعًا حول العالم ووصل إلى المركز الأول في تصنيف بيلبورد لموسيقى البوب. ويظل يحتل المركز العشرين بين الألبومات الكوميدية الأكثر مبيعًا في التاريخ. كما حقق الألبوم الثاني، «ذا باتون-داون مايند سترايكس باك!» (بالإنجليزية: The Button-Down Mind Strikes Back!)‏، نجاحًا ساحقًا، وحصل الألبومان على المركزان الأول والثاني في وقتٍ واحد في تصنيف بيلبورد، وهو إنجازٌ لم يكن له مثيل حتى صدور الألبومين «أطلق خيالك 1» (بالإنجليزية: Use Your Illusion I)‏ و«أطلق خيالك 2» (بالإنجليزية: Use Your Illusion II)‏ لفريق الهارد روك غنز آن روزز.
اتجه نيوهارت لاحقًا إلى التمثيل، والبطولة في اثنتين من مسرحيات كوميديا الموقف التين استمر عرضهما لمدة طويلة وحصلتا على جوائز، كانت الأولى تجسيد دور عالم نفس يُدعى الدكتور روبرت «بوب» هارتلي، وعُرضت في سبعينات القرن العشرين، والثانية تجسيد دور صاحب الخان «ديك لودون» في مسرحية «نيوهارت» في ثمانينات القرن العشرين. كما قدم برنامجًا مسرحيًا ثالثًا، ولكنه لم يدم طويلًا في دُعي «بوب». وظهر نيوهارت أيضًا في أدوار سينمائية مختلفة.

## الوفاة
توفي جورج نيوهارت في 18 يوليو 2024 عن عمر ناهز الرابعة والتسعين.

## وصلات خارجية
- بوب نيوهارت على موقع IMDb (الإنجليزية)
- بوب نيوهارت على موقع الموسوعة البريطانية (الإنجليزية)
- بوب نيوهارت على موقع روتن توميتوز (الإنجليزية)
- بوب نيوهارت على موقع ألو سيني (الفرنسية)
- بوب نيوهارت على موقع ميوزك برينز (الإنجليزية)
- بوب نيوهارت على موقع تيرنر كلاسيك موفيز (الإنجليزية)
- بوب نيوهارت على موقع أول موفي (الإنجليزية)
- بوب نيوهارت على موقع قاعدة بيانات الأفلام السويدية (السويدية)
- بوب نيوهارت على موقع إن إن دي بي (الإنجليزية)
- بوب نيوهارت على موقع ديسكوغز (الإنجليزية)